# 圣十字教堂 (布尔诺)
圣十字教堂（Kostel Nalezení svatého Kříže）位于捷克布尔诺的嘉布遣会广场（Kapucínském náměstí）。这座教堂属于嘉布遣会修道院，由伯爵列支敦士登的克里斯托弗·保罗建成于1651年，建筑师是翁德热·埃尔纳，1656年祝圣。该建筑包括一个大堂的和一个较小的耳堂，那里有两个小祭台。正祭台上方悬挂《寻获圣十字架》的图片（1653年）。教堂下面的空间称为“嘉布遣会地下室”（Kapucínská krypta），容纳数百年来该会成员的遗体。地下室对公众开放。

## 历史

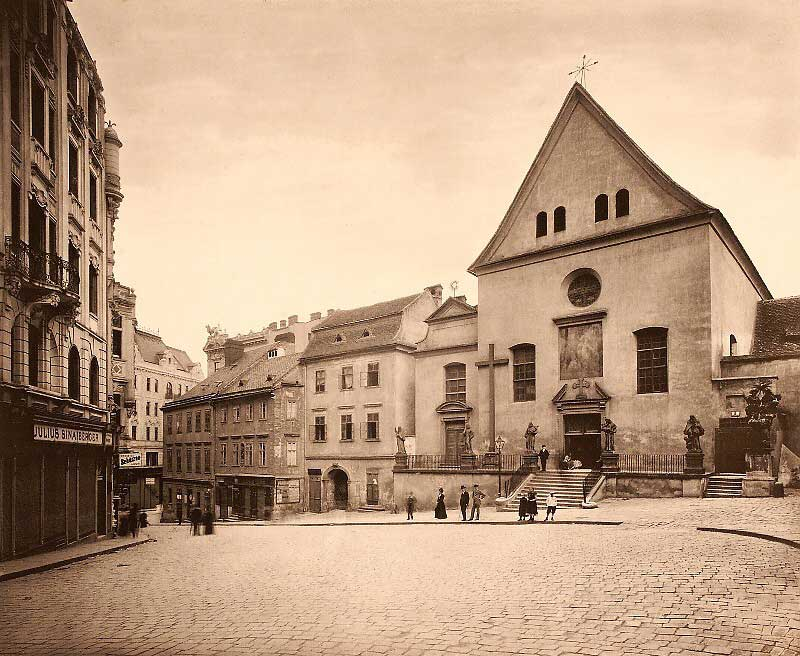
1902年